# Município de Ohio (condado de Gallia, Ohio)
O município do Ohio (em inglês: Ohio Township) é um município localizado no condado de Gallia no estado estadounidense de Ohio. No ano de 2010 tinha uma população de 1.126 habitantes e uma densidade populacional de 18,39 pessoas por km².

## Geografia
O município do Ohio encontra-se localizado nas coordenadas 38° 37′ 57″ N, 82° 13′ 02″ O. Segundo a Departamento do Censo dos Estados Unidos, o município tem uma superfície total de 61.21 km², da qual 60,39 km² correspondem a terra firme e (1,35 %) 0,83 km² é água.

## Demografia
Segundo o censo de 2010, tinha 1.126 habitantes residindo no município do Ohio. A densidade populacional era de 18,39 hab./km². Dos 1.126 habitantes, o município do Ohio estava composto pelo 98,22 % brancos, o 0,53 % eram afroamericanos, o 0,62 % eram amerindios e o 0,62 % eram de uma mistura de raças. Do total da população o 0,71 % eram hispanos ou latinos de qualquer raça.